# 野口褧

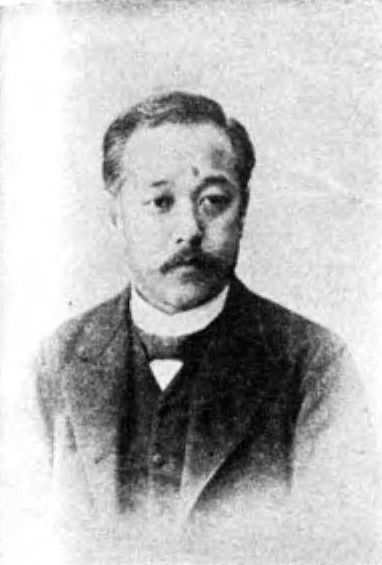
野口褧

野口 褧（のぐち けい、1858年12月19日（安政5年11月15日）- 1905年（明治38年）12月27日）は、明治期の政治家。衆議院議員、貴族院多額納税者議員。字・錦夫、初名・岩太郎、号・夢梅。

## 経歴
武蔵国葛飾郡茨島村（のち埼玉県北葛飾郡高野村大字茨島、現・北葛飾郡杉戸町）で、農業・野口直之の息子として生まれる。
1881年、自由民権運動に加わり自由偕進社を設立して社長となり、1882年、自由党に合流した。1889年、条約改正反対の建白運動を推進。同年、埼玉倶楽部幹事となり、自由党再興を図った。この間、埼玉県会議員、所得税調査委員を務めた。
1890年9月、第1回衆議院議員総選挙で埼玉県第三区から選出された間中進之が死去し、それに伴う補欠選挙で当選。その後、第4回総選挙まで連続三回当選し、衆議院議員を四期務め、1897年9月3日に辞職した。同年9月29日、貴族院多額納税者議員に任じられ、一期在任し1904年9月28日に退任した。